# أوسكار كارمونا
أوسكار كارمونا (بالبرتغالية: António Óscar de Fragoso Carmona) (و. 1869 – 1951 م) هو سياسي، وعسكري محترف من البرتغال ولد في لشبونة.
بدياته
أنطونيو أوسكار فراغوسو كارمونا، بتو، كومك، غسا، كومس، (غالبا ما تسمى أنطونيو أوسكار دي فراغوسو كارمونا، 24 نوفمبر 1869 - 18 أبريل 1951) كان رئيس الوزراء ال 96 للبرتغال والرئيس 11 من البرتغال (1926-1951)، بعد أن كان وزيرا للحرب في عام 1923.
كان كارمونا جمهوريا وماسوني، وكان ملتصقا سريعا بإعلان الجمهورية البرتغالية الأولى في 5 أكتوبر 1910. ومع ذلك، كان مع ذلك أبدا متعاطف مع الشكل الديمقراطي للحكومة و - كما سيعترف في وقت لاحق في مقابلة إلى أنطونيو فيرو - صوت فقط لأول مرة في الاستفتاء الوطني لعام 1933. خلال الجمهورية الأولى، عمل لفترة وجيزة كوزير للحرب في حكومة أنطونيو جينستال ماشادو في عام 1923. وخلافا للمارشال الشعبي غوميس دا كوستا، لم يكن كارمونا عمل شاهد في الحرب العالمية الأولى.
حياته الشخصية
في يناير 1914، تزوجت كارمونا ماريا دو كارمو فيريرا دا سيلفا (شافيس، 28 سبتمبر 1878 - 13 مارس 1956)، ابنة جيرمانو دا سيلفا وزوجته انغراسيا دي يسوع. مع هذا الزواج انه شرعية أطفالهم الثلاثة.
هو عم عم عمدة لشبونة السابق كارمونا رودريغز (2004-2007). وهو أيضا عم الرئيس البرازيلي أوغوستو تاسو فراغوسو.
نشاطه السياسى
كان كارمونا نشطا جدا في انقلاب 28 مايو عام 1926 الذي أطاح بالجمهورية الأولى. وقد خلف مانويل دي أوليفيرا غوميز دا كوستا، أول رئيس للمجلس، القائد خوسيه مندس كابيساداس، وهو متعاطف ديمقراطي دعمه الرئيس الجمهوري السابق برناردينو ماشادو. وكان كارمونا، الذي كان وزيرا للخارجية في الفترة من 3 حزيران / يونيه إلى 6 تموز / يوليه، قائدا لأكبر جناح متحفظ ومناهض للديمقراطية للنظام العسكري، الذي يعتبر المسؤولية غير المناهضة للديمقراطية غوميس دا كوستا صراحة. وفي 9 تموز / يوليه، قاد زعيما مضادا مع الجنرال جواو سينيه دي كورديس، الذي عين نفسه رئيسا، وتولى على الفور سلطات ديكتاتورية. انتخب رسميا للمكتب في عام 1928، المرشح الوحيد.
وفي عام 1928 عين كارمونا أنطونيو دي أوليفيرا سالازار وزيرا للمالية. أعجب كارمونا سلازار كرئيس للوزراء في عام 1932، وتحول إلى حد كبير السيطرة على الحكومة له.
في عام 1933، أنشأ دستور جديد رسميا «إستادو نوفو». على الورق، الوثيقة الجديدة تقنين القوى الديكتاتورية التي مارسها كارمونا منذ عام 1928. ومع ذلك، من الناحية العملية كان الآن أكثر قليلا من مجرد شخصية. عقد سالازار القوة الحقيقية. أعيد انتخابه دون معارضة في 1935 و 1942 لمدة سبع سنوات. في عام 1935، وقع على مضض القانون الذي يحرم الماسونية في البرتغال، بسبب ماضي الماسونية.
وعلى الرغم من السماح للمعارضة الديمقراطية بالاعتراض على الانتخابات بعد الحرب العالمية الثانية، إلا أن كارمونا لم تكن ودية. وعندما طالبت المعارضة بتأجيل الانتخابات من أجل منحهم المزيد من الوقت للتنظيم، رفضهم كارمونا.
ومع ذلك، كانت هناك شائعات على نطاق واسع بأن كارمونا دعم الانتفاضة العسكرية الفاشلة في عام 1948، والتي قادها الجنرال خوسيه ماركيس غودينهو، للإطاحة سالازار، بشرط أن يبقى رئيسا للجمهورية. ربما لإنهاء هذه الشائعات، وافق كارمونا أخيرا لقب المارشال.
في عام 1949، سعى كارمونا، 79 عاما، لولايته الرابعة رئيسا. وللمرة الأولى، واجه في الواقع خصما في الجنرال خوسيه نورتون دي ماتوس. ومع ذلك، بعد أن رفض النظام منح ماتوس أي حرية لتشغيل حملة بالفعل، انسحب من السباق في 12 فبراير، وسلم كارمونا ولاية أخرى.
توفي كارمونا بعد عامين، في عام 1951، بعد 24 عاما رئيسا للجمهورية. دفن في كنيسة سانتا انغراسيا، البانتيون الوطني، في لشبونة.

## روابط خارجية
- أوسكار كارمونا على موقع الموسوعة البريطانية (الإنجليزية)
- أوسكار كارمونا على موقع مونزينجر (الألمانية)
- أوسكار كارمونا على موقع إن إن دي بي (الإنجليزية)